# 보르시 벨트
보르시 벨트(Borscht Belt)는 미국 뉴욕주 캐츠킬산맥에 있는 유대인들의 호텔 단지를 가리키는 용어이다.